# C/o
이탈리아 등 많은 서구권 국가에서, c/o(℅ 또는 대문자 C/O)는 우편 발송 시 수신자가 아닌 사람이지만 메시지가 실제로 수신되는 사람을 나타내는 약어이다. "at"과 동의어이다.
이 약어는 영어 문구 care of(문자 그대로 "in the care of"를 의미함)에서 유래되었으며 원래는 다른 사람과 함께 머물고 있어 자신의 주소가 없거나 본인의 주소가 아닌 곳에 사는 사람들에게 우편물을 배달할 수 있도록 허용하는 목적을 가지고 있었다. 관련 문자는 유니코드로 U+2105로 인코딩된다.

## 용법
기호는 일반적으로 편지를 실제로 받는 사람의 이름 아래에 표시되며, 기호 아래 또는 옆에는 표시된 주소에 거주하는 개인 또는 법인이 표시된다.

예를 들어, Annabella Lettiere(우편함에 표시된 이름)와 함께 머물고 있는 김시우라는 사람에게 보낸 편지가 있는 경우 주소는 다음과 같이 표시된다.
Siwoo Kim
c/o Annabella Lettiere
via Regina dei Gigli 98
00137 Roma (RM)
Lettiere 부인이 우편함을 비운 후 시우에게 편지를 전달할 것이다.
Siwoo Kim
via Regina dei Gigli, 98
4° Piano, Scala D, (c/o Annabella Lettiere)
Roma, Roma 00137
위와 같이 좀 더 자세한 주소를 적어도 된다. Scala는 동 이름이고, piano는 층 수이다(층수는 1층이 아니라, 0층부터 세기 시작한다.). 별도의 호수는 없으므로, 집주인의 이름을 써야 한다.

## 같이 보기
- 포스테 이탈리아네